# Vílok
Vílok (en ucraniano: Вилок, romanizado: Vylok) es un pueblo ucraniano perteneciente al óblast de Transcarpacia. Situado en el oeste del país, forma parte del raión de Bérejove y centro del municipio (hromada) homónimo.

## Toponimia
El lugar también se conoce con un nombre similar en otros idiomas de importancia local (en ruso: Вилок; en eslovaco: Výlok). En otros idiomas el nombre es distinto (en húngaro: Tiszaújlak; en rumano: Uileacu Tisei).

## Geografía
Vílok se encuentra a orillas del río Tisza, a 15 km de Vinojrádiv y a 22 km de Bérejove, cerca de la frontera con Hungría.

## Historia
El asentamiento surgió en 1304 en el lugar donde se encontraba la antigua aldea de Niterlek. Inicialmente se llamó Uilok (en ucraniano: Уйлок), nombre que posteriormente cambió a Vilok. En 1334 era un gran asentamiento con una iglesia católica  
En el siglo XV, con la expansión de la minería de sal, Vilok se convirtió en una importante base de tránsito para el transporte de sal desde Sighetu Marmației. Vílok fue destruido varias veces: en 1659 por las tropas polacas, en 1661 por las tropas turcas y en 1717 por los tártaros de Crimea. Los residentes locales participaron en la rebelión de György Dózsa en 1514, en los levantamientos rurales de 1697-1698 y en la guerra de Independencia de Rákóczi de 1703-1711.  
El asentamiento comenzó a desarrollarse en la segunda mitad del siglo XIX, y en marzo de 1863 se creó aquí un gremio de artesanos  
En 1910, la población era de 3470 habitantes (3411 eran húngaros) y era parte del condado de Ugocsa. En 1918 Vílok se incorporó a la entonces recientemente establecida Checoslovaquia. Durante la Primera República checoslovaca había un notario municipal, una comisaría de policía y una oficina de correos.
En noviembre de 1938, comenzó el período de ocupación de Vilok por el reino de Hungría. Durante la Segunda Guerra Mundial, Vílok fue tomado por el Ejército Rojo en 26 de octubre de 1944. Cerca del final de la guerra, termina perteneciendo a la RSS de Ucrania, entonces parte de la URSS, como parte de la Rutenia subcarpática. En 1959 recibió el asentamiento de tipo urbano.
En 2023, la localidad perdió el estatus de asentamiento de tipo urbano debido a la eliminación de este estatus administrativo.

## Demografía
La evolución de la población de Vílok entre 1910 y 2022 fue la siguiente:
| 3470                                                          | 3446 | 3422 | 3324 | 3117 |
| (Fuente: Cities & Towns of Ukraine y UKRAINE: Größere Städte) |      |      |      |      |

Según el censo de 2001, la lengua materna de la mayoría de los habitantes, el 81,47%, es el húngaro; del 16,83% es el ucraniano; y el ruso es del 1,32%.

## Economía
En Vílok había un aserradero y una fábrica de zapatos.

## Infraestructura

### Arquitectura, monumentos y lugares de interés
El pueblo cuenta con una columna conmemorativa a Turul, erigida en 1903. Hay tres iglesias en el Vílok: la iglesia católica de Santa Elena (1788), la iglesia greco-católica de estilo neoclásico (1806) y la iglesia protestar de 1727, reconstruida en 1859.

### Transporte
La carretera Úzhhorod-Bérejove cruza el asentamiento.

## Galería

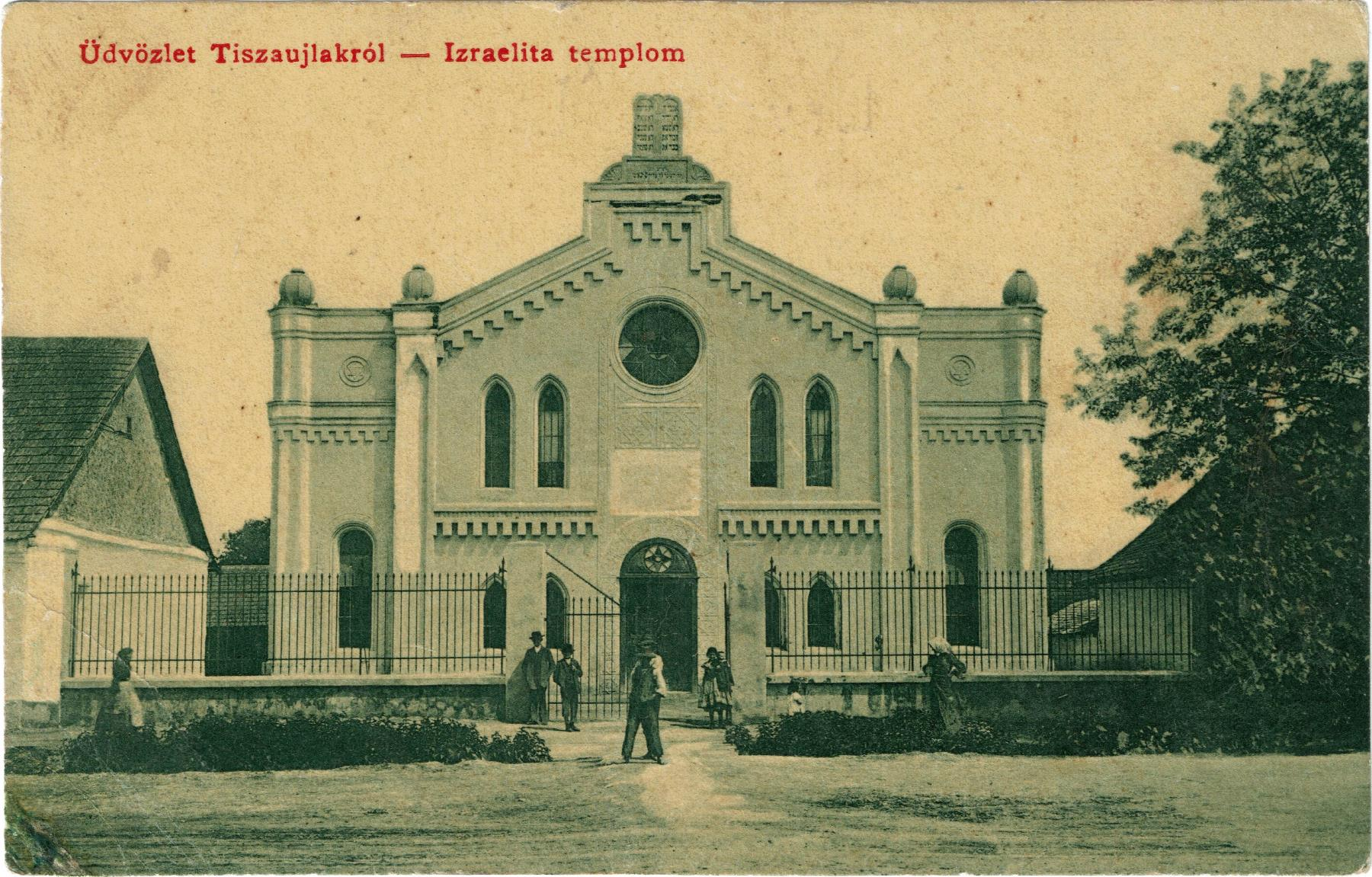
Sinagoga de Tiszaujlak (1909)
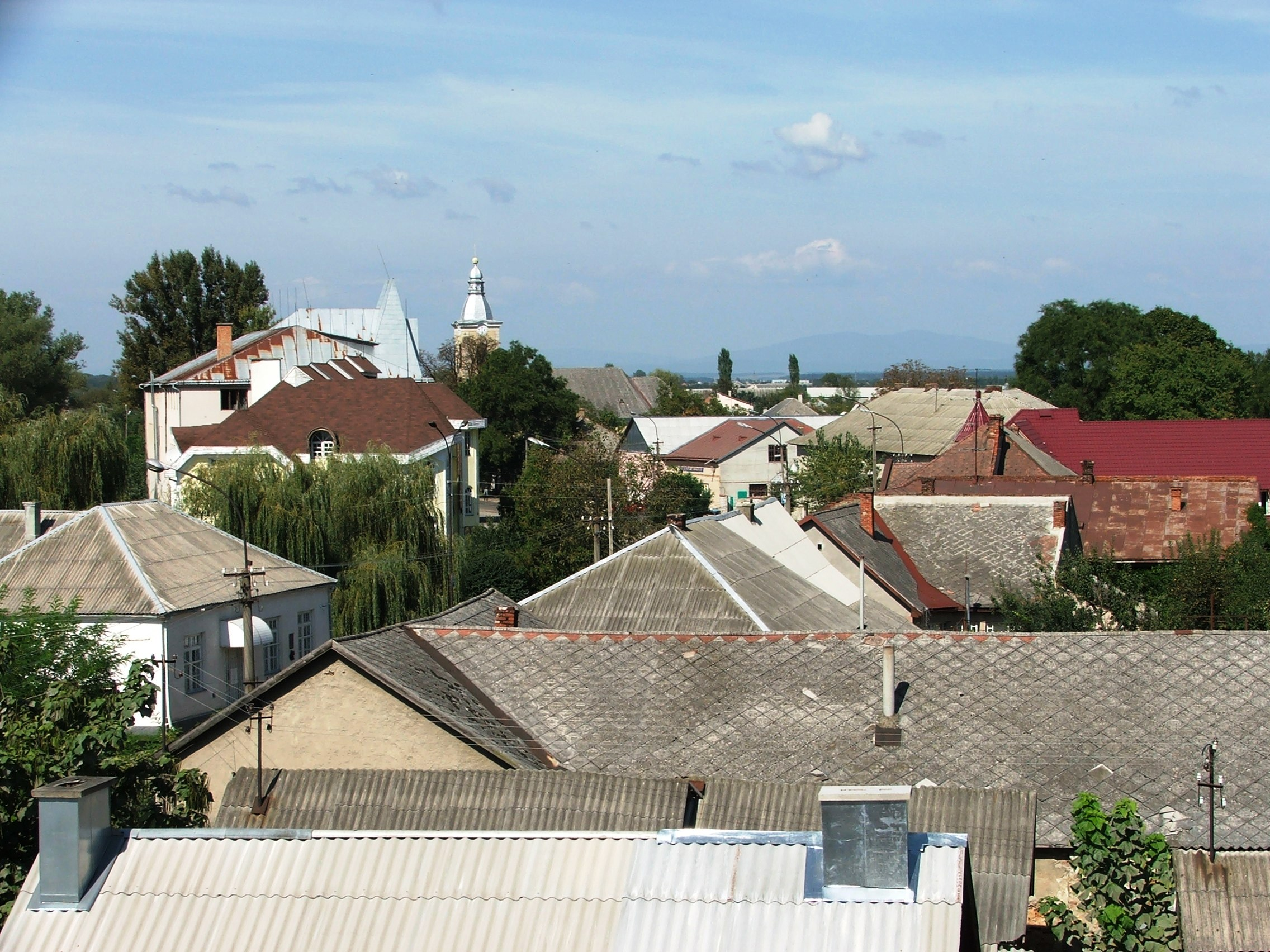
Tejados del pueblo
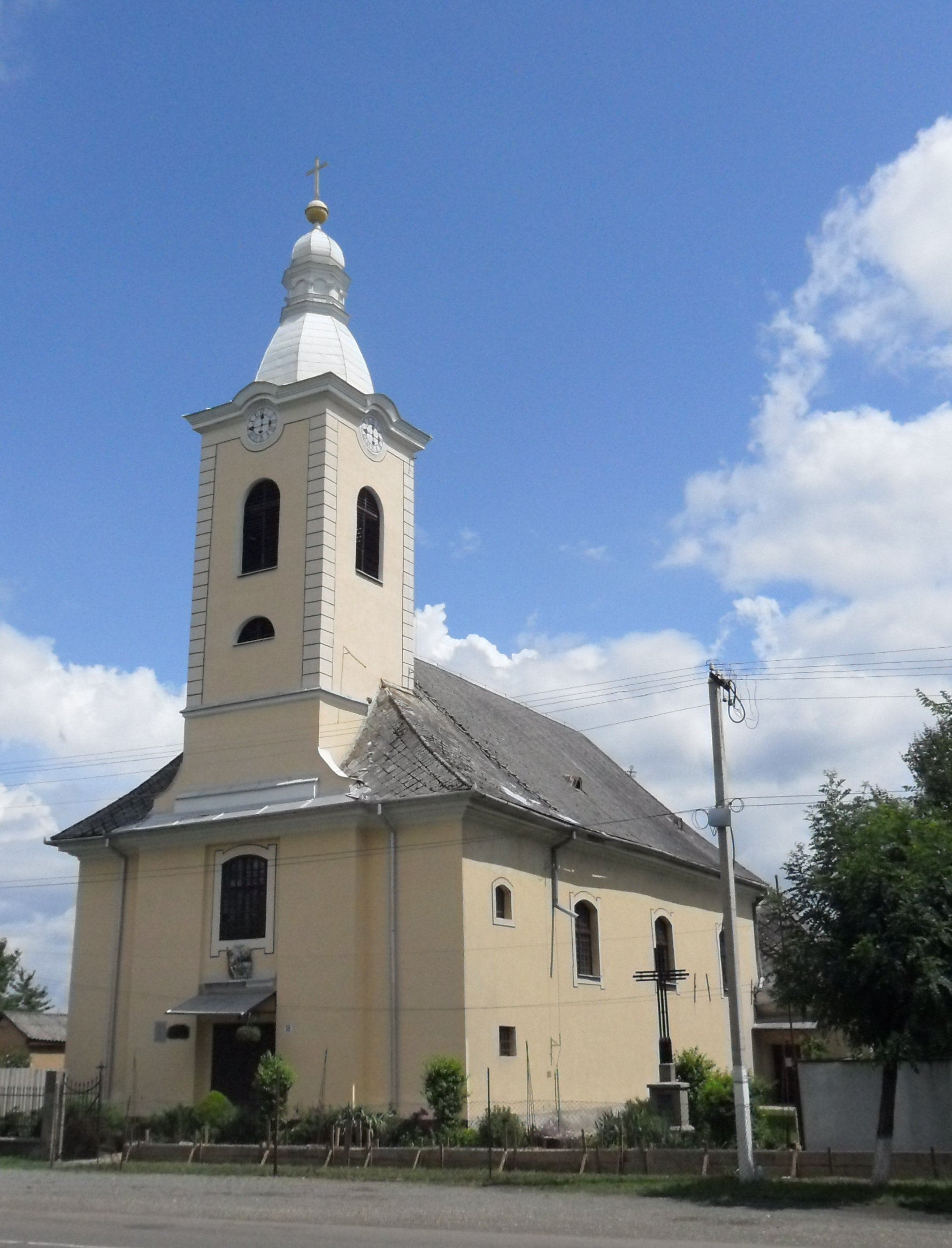
Iglesia católica de Santa Elena